# فهد الكلدي
فهد الكلدي لاعب كرة قدم قطري ولد في (12 يناير 1998).

## نادي الدحيل
كان يلعب في نادي لخويا و في عام 2017 صدر قرار بدمج نادي لخويا مع نادي الجيش تحت مسمى نادي الدحيل و انظم بعدها إلى نادي الدحيل و انتقل إلى النادي الأهلي في صيف 2020 .

## روابط خارجية
- فهد الكلدي على موقع Soccerway.com (الإنجليزية)